# 原浩道
原 浩道（はら ひろみち、1962年（昭和37年）2月19日 - ）は、日本の政治家。茨城県潮来市長（2期）。元潮来市議会議員（2期）。

## 来歴
茨城県潮来町（現・潮来市）出身。茨城県立麻生高等学校、日本大学法学部卒業。
1984年（昭和59年）9月、ココスジャパンに入社。1994年（平成6年）3月、レストランの経営を始める。1999年（平成11年）1月、うどん店の経営を始める。
2008年（平成20年）2月11日、潮来市議会議員に就任。2012年（平成24年）に再選。
2015年（平成27年）2月8日に行われた潮来市長選挙に出馬。現職の松田千春ら2候補を破り初当選。3月7日、市長就任。選挙の結果は以下のとおり。
※当日有権者数：24,120人 最終投票率：71.84%（前回比：-0.11pts）
| 候補者名 | 年齢 | 所属党派 | 新旧別 | 得票数  | 得票率 | 推薦・支持 |
| -------- | ---- | -------- | ------ | ------- | ------ | ---------- |
| 原浩道   | 52   | 無所属   | 新     | 9,366票 | 54.53% |            |
| 松田千春 | 58   | 無所属   | 現     | 7,278票 | 42.37% |            |
| 松崎ちか | 64   | 無所属   | 新     | 532票   | 3.10%  |            |